# Club Voleibol Vall d'Hebron
Club Voleibol Vall d'Hebron est un club espagnol de volley-ball basé à La Vall d'Hebron qui évolue pour la saison 2013-2014 en Superliga.

## Effectifs

### Saison 2013-2014
Entraîneur : Mariano Singer  Espagne